# Plaça Major (la Llacuna)
La Plaça Major és una plaça porticada de la Llacuna (Anoia) documentada a partir del segle xiv, amb la finalitat d'aixoplugar el mercat. inclosa a l'Inventari del Patrimoni Arquitectònic de Catalunya. Plaça porticada, ubicada a l'extrem NE del poble de la Llacuna. Al sector de ponent hi han dos arcs apuntats de pedra i un de rebaixat construït amb maó; les entrades són a base d'un arc de mig punt de pedra i un de rebaixat de maons; també hi ha dos contraforts, un interior i l'altre exterior. Les voltes de baix estan forma de per tres arcs peraltats de pedra tallada, una arcada d'arc rebaixat de pedra i maó i tres arcades d'arc rebaixat de totxo; les entrades són una a base de carreus amb arc de mig punt i l'altra amb arc rebaixat de maó. les voltes de dalt; una arcada de carreus d'arc rebaixat; dues de mig punt, una de carreus i l'altra combinada, carreus i l'altra combinada, carreus amb maons;una arcada peraltada de pedra i dues amb llinda a base de bigues de fusta; a la part interior hi ha un arc apuntat; amb tres contraforts exteriors. Està pavimentada modernament amb lloses i en pendent cap a sol ixent. Iniciada en el segle xiv i continuà amb diferents etapes de construcció fins i tot en el segle xviii i d'altres posteriors.